# Charlie Ogletree
Charlie Ogletree, född den 11 oktober 1967 i Greenville, North Carolina, är en amerikansk seglare.
Han tog OS-silver i tornado i samband med de olympiska seglingstävlingarna 2004 i Aten.